# Burg Blankenhorn (Bad Urach)
Die Burg Blankenhorn ist eine abgegangene Spornburg über dem Ermstal auf 650 m ü. NN, in der Nähe von Sirchingen, gegenüber der Burgstelle Burg Baldeck und südlich der Ruine Burg Hohenwittlingen bei der Stadt Bad Urach im Landkreis Reutlingen in Baden-Württemberg.
Die Spornburg wurde vermutlich im 12. Jahrhundert von den Herren von Blankenhorn, deren Zugehörigkeit zum Ortsadel ungeklärt ist, erbaut. Als ehemaliger Besitzer wird das Land Baden-Württemberg genannt.
Von der ehemaligen kleinen Burganlage mit Schildmauer sind nur noch der Halsgraben und geringe Reste des Kermauerwerks in einem Schutthügel erhalten.